# Karl Ludwig Grave
Karl Ludwig Grave (* 2. Juli 1784 in Riga; † 3. Januar 1840 ebenda) war ein deutscher Geistlicher und Pädagoge in Livland.

## Leben
Karl Ludwig Grave entstammte einem der ältesten Patriziergeschlechter der livländischen Hauptstadt Riga. Sein Vater war Ludwig Grafe (* 23. Dezember 1729; † 25. August 1796), Gouvernements-Magistrats-Assessor, Russisch-Kaiserlicher Rath, Kaufmann und Ältermann der großen Gilde, der Mariengilde, die ihren Sitz im Schwarzhäupterhaus in Riga hatte. Seine Mutter war Johanna Sophia geb. Schwartz, verwitwete Dyrssen. Seine Schwester Gertrud Hedwig Grave (1770–1846) war seit 1789 verheiratet mit dem späteren  Generalsuperintendenten von Livland, Karl Gottlob Sonntag (1765–1827).
Grave erhielt anfangs Unterricht durch Hauslehrer und besuchte später die Domschule in Riga. Nach seinem Schulabschluss studierte er von 1803 bis 1805 an der neu errichteten Kaiserlichen Universität Dorpat. Von 1805 bis 1808 setzte er sein Studium an der Georg-August-Universität in Göttingen fort. Dort habilitierte er nach Beendigung seiner theologischen und philosophischen Studien am 12. März 1808 zum Doktor der Philosophie.
Nach seiner Heimkehr nach Riga 1808 wurde er 1809 Adjunkt seines Schwagers Karl Gottlob Sonntag, der das Oberpastorat der Kronskirche zu St. Jakob neben seinem Amt als Generalsuperintendent alleine führte. Im Mai 1811 übernahm Karl Ludwig Grave dann das Oberpastorat an der Kronskirche zu St. Jakob.
1817 wurde er Oberlehrer für Religion, griechische und hebräische Sprache am Gymnasium in Riga. Von Juni 1828 bis März 1829 übernahm Karl Ludwig Grave die Vertretung des Schuldirektors des Gymnasiums.
Ab 1818 gab er das „Magazin für protestantische Prediger vorzüglich im russischen Reiche“ heraus.
Am 7. März 1834 beging er sein Predigerjubiläum.
1835 trat er in das livländische Provinzialkonsistorium ein.
Nach seinem Tod wurde Christian August Berkholz sein Nachfolger als Oberpastor.

## Familie
Grave war seit dem 20. November 1810 mit Maria Henrietta (* 21. August 1791; † 15. Februar 1877) geb. von Lenz, Schwester von Johann Reinhold von Lenz, verheiratet. Gemeinsam hatten sie acht Kinder:
- Katharina Sophie Numers (* 25. März 1813; † 23 April, 1887 in Sankt Petersburg);
- Ludwig Christian Grave (* 25. Februar 1817 in Riga; † November 1863);
- Wilhelm Grave;
- Reinhold Grave;
- Johanna Schwartz;
- Natalia Grave;
- Henrietta Grave;
- Julia Grave

## Mitgliedschaften
- 1812: Mitglied der Untersuchungskommission für die Vorstädter;
- 1813–1826: Rigaer Bibelgesellschaft: Verwaltung des Sekretariats von der Stiftung bis zur Schließung;
- 1816–1832: Mitglied der Direktion der Hilfsbank für die Abgebrannten;
- 1817: Frauenverein: Sekretär des neu gestifteten Vereins;
- 1831: Evangelische Bibelgesellschaft: Verwaltung des Sekretariats;
- Direktor der Literärisch-praktischen Bürger-Verbindung
- Mitglied der livländischen Cholera-, Witwen- und Waisenkommission;
- Präsident der Gesellschaft für Geschichte und Altertumskunde der Ostseeprovinzen Russlands;
- Vorstandsmitglied mehrerer Witwenstiftungen.

## Auszeichnungen
1819: Orden des Heiligen Wladimir (St. Wladimirorden) IV. Klasse
1832: Ernennung zum Konsistorialrat
1838: Sankt-Stanislaus-Orden II. Klasse

## Schriften (Auswahl)
- Karl Gottlob Sonntag; Ludwig Grave: Bei der Beerdigung des Rathes Ludwig Grave den 31sten August 1796 in der Gruft gesprochen. 1796
- Die Verherrlichung Gottes und der Menschen bei furchtbaren Ereignissen: zum Besten der in Eisenach Verunglückten. D. Müller, 1810
- Unsre Hilfe kommt vom Herrn! unsre Hoffnung ruhet auf Ihm!: Sieges und Feuer Predigt am 14. Juli 1812 gehalten. Riga 1812
- Zwei Predigten bei dem Jahres-Wechsel. Riga Müller 1813
- Georg Ludwig Collins; Karl Ludwig Grave: Georg Collins Gedichte Nach dessen Tode zum Besten der Hinterlassenen hrsggb. von Karl Ludwig Grave; Mit des Verf. Porträt u. Facs.Riga Deubner & Treuy in Comm. 1814
- Skizzen zu einer Geschichte des russisch-französischen Krieges im Jahr 1812. Leipzig, J.F. Hartknoch, 1814.
- Der Gewinn an den Gräbern unserer Lieben-Predigt am 21sten Sonntage nach Trinitatis 1816: allen Trauernden und ihren Freunden gewidmet. Riga: Gedr. bei Wilhelm Ferdinand Häcker
- Zur dritten Jubel-Feier der Reformation. Riga J. C. D. Müller 1817
- Zur Erinnerung an D. Joh. Georg Christoph Pacht. Riga, 1823.
- Die Jahre 1530 und 1830: Rede bei der Jubel-Feier der Augsburgischen Confession, am 25. Junius 1830, in dem Gymnasium zu Riga gehalten. Riga Häcker 1830
- Altar-Rede zur Eröffnung der livländischen Prediger-Synode in Walk am 12. August 1836. Allgemeine Kirchenzeitung Band 16
- Heinrich Karl Laurenty; Karl Ludwig Grave: Saecular-Feier der Universität Göttingen. 14 Tessera pietatis ad amplissimam Georgiam Augustam, clari aevi sui solennia saecularia prima, Sept. a 1837, site celebrantem, missa a virorum, Livoniae, Esthoniae, Curoniae cum indigenerum, tum advenarum, inclytae universitatis litterarum illius alumuorum olim et civium ipsa atque sibimet congratulantium, societate. Rigae Haecker 1837
- Zur Erinnerung an Julie Holtei, geb. Holzbecher (geb. zu Berlin am 29. Julius n. St. 1809, gestorben zu Riga am 29. December 1838). Riga: Häcker, 1839.
- Karl Ludwig Grave: geboren am 2. Julius 1784, gestorben am 4. Januar 1840. Riga: Wilhelm Ferdinand Häcker, 1840.